# Dominazione milanese in Corsica
La Corsica sotto il Ducato di Milano comprende l'arco temporale in cui l'isola fu parte dei domini degli Sforza. Tale periodo durò circa diciassette anni dal 1464 al 1481, quando l'isola ritornò sotto il controllo della Repubblica di Genova.

## Storia
Il Ducato di Milano fece i suoi primi tentativi di annettersi la Corsica con Francesco Sforza nel 1446 che rivendicava il possesso dell'isola, ma questo primo tentativo di conquista fallì.
A partire dal 1461 Milano riuscì ad estendere la sua influenza sull'isola tramite il còrso Tommasino Fregoso, figlio del Doge della Repubblica di Genova Giano Fregoso che avevano infeudato l'isola nel 1449 grazie al papa Niccolò V e l'avevano ceduta al Banco di San Giorgio nel 1453 inoltre vantavano parentele con importanti famiglie isolane.
Infatti, nel 1461 dopo aver preso accordi a Sarzana con il vescovo di Aleria Leone e alcuni notabili locali, il Fregoso sbarcò sull'isola e riconosciuto come signore per conto dei Duchi di Milano, ma venne catturato e fu costretto al ritorno coatto a Genova, dove fu poi liberato e ritornò sull'isola un anno dopo e fu riconosciuto signore dalla popolazione dell'isola.
Nonostante l'appoggio iniziale della popolazione al nuovo dominio per conto dei Duchi di Milano il doge Paolo Fregoso lo esortò a far tornare l'isola sotto possesso del Banco di San Giorgio, messo alle strette il Fregoso fuggì a Pietrasanta e poi a Sarzana con tutto il denaro che era riuscito a portare sulla terraferma, informato della fuga del Fregoso il duca Francesco, allora già divenuto signore di Genova, il 1464 iniziò la vera e propria annessione della Corsica con la sempre più forte ostilità delle popolazioni locali nonostante l'appoggio della nobiltà isolana.
Lo stesso anno la Corsica venne ufficialmente ceduta agli Sforza per 2.000 lire annue.
Il 13 gennaio 1472 il conte di Pavia Filippo Maria Sforza, un figlio minore del duca Francesco Sforza, rinunciò al titolo di Conte di Corsica, che passò al fratello maggiore il duca Galeazzo Maria Sforza, il nuovo signore di Genova. L'assassinio del duca nel 1478 contribuì a indebolire la fazione milanese nell'isola e lo stesso Fregoso abbandonò gli Sforza nel 1480 dopo aver riconquistato gran parte dell'isola oltre che essersi legato in alleanza con il notabile isolano Gian Paolo di Leca grazie al matrimonio dei due loro figli Giano e Aldabella di Leca. Il periodo milanese della corsica finì de facto quando il Banco di San Giorgio ricomprò l'isola dal doge Battista Fregoso, parente del Tommasino nel 1482.

## Conti di Corsica
I seguenti membri della dinastia degli Sforza furono Conti di Corsica:

| Conte di Corsica | Conte di Corsica                | Inizio           | Fine             |
| ---------------- | ------------------------------- | ---------------- | ---------------- |
|                  | duca Francesco Sforza           | 4 luglio 1464    | 8 marzo 1466     |
|                  | conte Filippo Maria Sforza      | 8 marzo 1466     | 13 gennaio 1472  |
|                  | duca Galeazzo Maria Sforza      | 13 gennaio 1472  | 26 dicembre 1476 |
|                  | duca Gian Galeazzo Maria Sforza | 27 dicembre 1476 | 1481             |

## Governatori della Corsica milanese
Dal 1464 al 1480 ci furono cinque governatori in Corsica in rappresentanza dei Duchi di Milano:
| Governatore                            | Inizio | Fine |
| -------------------------------------- | ------ | ---- |
| Giacomo Bonarelli (1ª volta)           | 1464   | 1464 |
| Francesco Manetta                      | 1464   | 1466 |
| Maurizio Scotti                        | 1466   | 1467 |
| Giacomo Bonarelli (2ª volta)           | 1467   | 1468 |
| Giovanni Antonio Cotta (1ª volta)      | 1468   | 1468 |
| Battista Geraldino d'Amelia (1ª volta) | 1468   | 1476 |
| Giacomo Bonarelli (3ª volta)           | 1476   | 1477 |
| Giovanni Antonio Cotta (2ª volta)      | 1477   | 1477 |
| Battista Geraldino d'Amelia (2ª volta) | 1477   | 1480 |